# Serge Robichaud
Serge Robichaud est un militaire à la retraite et un homme politique canadien. Il représente la circonscription de Baie-de-Miramichi—Neguac sous la bannière du progressiste-conservateur à l'Assemblée législative du Nouveau-Brunswick de 2010 à 2014.

## Biographie
Natif de Saint-Wilfred, Serge Robichaud a fait carrière pendant 20 ans à titre de spécialiste en logistique dans les Forces armées canadiennes. Il a participé à plusieurs missions, notamment lors du déploiement des troupes du Royal 22e Régiment lors de la Crise d'Oka en 1990 et de la tempête de verglas de 1998. Il a également participé aux déploiement des troupes canadiennes dans le cadre des opérations de maintien de la paix en ex-Yougoslavie. Posté à la base des Forces canadiennes Valcartier, il s'est impliqué dans la vie locale, et siège au conseil municipal de Shannon, où il s'intéresse aux questions de transport et de la protection du bassin versant de la rivière Jacques-Cartier.
Au terme de sa carrière, en 2005, il revient s'établir à Miramichi avec sa conjointe, Annie Gauthier. Le couple a trois enfants. Il est membre du Parti progressiste-conservateur du Nouveau-Brunswick. Le 27 septembre 2010, il est élu pour représenter la circonscription de Baie-de-Miramichi—Neguac à l'Assemblée législative du Nouveau-Brunswick, dans la 57e législature.